# Grown Ups 2
Grown Ups 2 är en amerikansk komedifilm från 2013, regisserad av Dennis Dugan med bl.a. Adam Sandler, Kevin James, Chris Rock, David Spade och Salma Hayek i huvudrollerna. Den är en uppföljare till Grown Ups (2010).

## Handling
Lenny och hans familj har flyttat tillbaka till den lilla staden där han och hans vänner växte upp. Den här gången är det dock de vuxna som drar lärdom av sina barn under en dag full av överraskningar: den sista dagen i skolan innan sommarlovet.

## Rollista
| - Adam Sandler – Lenny Feder - Kevin James – Eric Lamonsoff - Chris Rock – Kurt McKenzie - David Spade – Marcus Higgins - Nick Swardson – Nick Hilliard - Salma Hayek – Roxanne Chase-Feder - Maria Bello – Sally Lamonsoff - Maya Rudolph – Deanne McKenzie - Alexander Ludwig – Braden Higgins - Steve Buscemi – Wiley - Tim Meadows – Malcolm Fluzoo - Jonathan Loughran – Robideaux - Jackie Sandler – Jackie Tardio - Aly Michalka – Savannah - Steve Austin – Dennis "Tommy" Cavanaugh - Shaquille O'Neal – officer Fluzoo | - Andy Samberg – manlig cheerleader - Cameron Boyce – Keith Feder - Georgia Engel – Mrs. Lamonsoff - China Anne McClain – Charlotte McKenzie - Halston Sage – Nancy Arbuckle - Taylor Lautner – Frat Boy Andy - Milo Ventimiglia – Frat Boy Milo - Patrick Schwarzenegger – Frat Boy Cooper - David Henrie – Frat Boy Zac - Oliver Hudson – Kyle - Allen Covert – hippie lärare - Erin Heatherton – kvinnlig cheerleader - Taran Killam – manlig cheerleader - Cheri Oteri – Penny - Peter Dante – officer Dante - Jon Lovitz – vaktmästare |